# Крекінг-установки у Гельзенкірхені
Крекінг-установки у Гельзенкірхені — нафтохімічне виробництво на заході Німеччини у місті Гельзенкірхен (земля Північний Рейн-Вестфалія).
Етилен у невеликій кількості — до 10 тисяч тонн на рік — продукували на майданчику в Scholven (північна частина Гельзенкірхена) ще за часів його діяльності в галузі вуглехімії. Із запуском тут на початку 1950-х років нафтопереробного заводу останній почав виробляти великі об'єми газового бензину (naphtha), що привело до рішення спорудити першу невелику установку парового крекінгу (піролізу). А станом на 1985-й тут вже продукувалось 400 тисяч тонн етилену.
Можливо відзначити, що первісно майданчик перебував у власності концерну VEBA, який в 1982-му передав НПЗ та піролізне виробництво до компанії Ruhr Oel, створеної на паритетних засадах з венесуельською PdVSA. У 2002-му VEBA поступилась своєю часткою Ruhr Oel на користь енергетичного гіганту BP, тоді як PdVSA в 2011-му продала другу половину Роснафті. В 2016-му за погодженням власників Ruhr Oel розформували, а BP отримала 100 % контроль над гельзенкірхенським активом.
Ще раніше, ніж з піролізним виробництвом, VEBA розпрощалась з розташованим поруч виробництвом полімерів, куди спрямовували частину вироблених на установці олефінів. У 1990-х її дочірня компанія Hüls вийшла з капіталу Vestolen, якій належали діючі у Гельзенкірхені три лінії поліетилену (загальна потужність 150 тисяч тонн) та три лінії поліпропілену (всього 200 тисяч тонн). Спочатку їх власником стала нідерландська DSM, котра за кілька років поступилась цим бізнесом саудівській корпорації Sabic. Нові господарі інвестували значні суми у майданчик, в результаті чого виробництво полімерів швидко зросло в кілька разів. Хоча дві застарілі лінії поліетилену загальною потужністю 100 тисяч тонн закрили, проте показник третьої, яка випускала бімодальний поліетилен високої щільності, довели до 120 тисяч тонн та доповнили її лінією поліетилену низької щільності потужністю 350 тисяч тонн. А в середині 2000-х замовили ще одну лінію потужністю 250 тисяч тонн, призначену на заміну старої бімодальної. Так само закрили дві менші лінії поліпропілену по 50 тисяч тонн кожна, але ввели в експлуатацію нові, розраховані на 100 та 300 тисяч тонн на рік. Загальна потужність майданчику, таким чином, досягла 1,1 млн тонн полімерів — 0,6 млн тонн поліетилену та 0,5 млн тонн поліпропілену.
Зростання розташованого неподалік виробництва полімерів викликало відповідне розширення піролізних потужностей (хоча вони вже й не були пов'язані спільним власником). Зокрема, в 2007 році почала роботу друга установка, здатна випускати 440 тисяч тонн етилену та 260 тисяч тонн пропілену на рік. А станом на середину 2010-х піролізні установки в Гельзенкірхені досягли показників по етилену у 576 та 484 тисячі тонн на рік. При цьому вони споживали переважно газовий бензин (73 % та 64 % відповідно), а також ще більш важку сировину — газойль (13 % та 23 %). Також використовується бутан (12 % та 11 %) і незначна кількість пропану та етану. Потужність майданчику по пропілену перевищила 600 тисяч тонн.
Окрім виробництва поліетилену, продукція установок використовується на розташованому кількома кілометрами північніше хімічному майданчику в Марлі, де компанія Vestolit (з 2014-го належить мексиканській Mexichem) продукує мономер вінілхлориду в обсягах 400 тисяч тонн на рік.
Там же південноафриканська Sasol використовує етилен на своєму заводі з випуску оксирану (215 тисяч тонн на рік) та моноетиленгліколю (15 тисяч тонн).
Надлишок етилену може подаватись численним підприємства Німеччини, Нідерландів та Бельгії по етиленопроводу ARG.
Отримана в Гельзенкірхені фракція С4 постачається на завод з її фракціонування у Марлі.